# Мировой тур ATP 2010
Мировой тур ATP 2010 (англ. 2010 Association of Tennis Professionals (ATP) World Tour) — элитный мировой тур теннисистов профессионалов, проводимый Ассоциацией Теннисистов Профессионалов (ATP) с января по ноябрь. В 2010 году он включает:
- 4 турнира Большого шлема (проводится Международной федерацией тенниса (англ. International Tennis Federation, ITF));
- 9 турниров в серии Мировой тур ATP Мастерс 1000;
- 11 турниров в серии Мировой тур ATP 500;
- 40 турниров в серии Мировой тур ATP 250;
- Командный кубок мира;
- Кубок Дэвиса (проводится ITF);
- Финал мирового тура ATP.

## Расписание мирового тура ATP 2010 года
Ниже представлено полное расписание соревнований в течение года, включая всех победителей и финалистов турниров — в одиночном, парном и смешанном разрядах.
| Турнир Большого шлема        |
| Финал мирового тура          |
| Мировой Тур ATP Мастерс 1000 |
| Мировой Тур ATP 500          |
| Мировой Тур ATP 250          |
| Командные соревнования       |

### Январь
| Дата начала | Турнир | Чемпионы (Счёт финала)                                | Финалисты                            |
| ----------- | --- | ----------------------------------------------------- | ------------------------------------ |
| 4 января    | Международный теннисный турнир в Брисбене Брисбен, Австралия ATP 250 $372,500 — Хард — 32S/32Q/16D Турнир 2010                                                        | Энди Роддик 7-6(2), 7-6(7)                            | Радек Штепанек                       |
| 4 января    | Международный теннисный турнир в Брисбене Брисбен, Австралия ATP 250 $372,500 — Хард — 32S/32Q/16D Турнир 2010                                                        | Жереми Шарди Марк Жикель 6-3, 7-6(5)                  | Лукаш Длоуги Леандер Паес            |
| 4 января    | Открытый чемпионат Ченнаи Ченнаи, Индия ATP 250 $398,250 — Хард — 32S/32Q/16D Турнир 2010                                                                             | Марин Чилич 7-6(2), 7-6(3)                            | Станислас Вавринка                   |
| 4 января    | Открытый чемпионат Ченнаи Ченнаи, Индия ATP 250 $398,250 — Хард — 32S/32Q/16D Турнир 2010                                                                             | Марсель Гранольерс Сантьяго Вентура Бертомеу 7-5, 6-2 | Лу Яньсюнь Янко Типсаревич           |
| 4 января    | Открытый чемпионат Катара Доха, Катар ATP 250 $1,024,000 — Хард — 32S/32Q/16D Турнир 2010                                                                             | Николай Давыденко 0-6, 7-6(8), 6-4                    | Рафаэль Надаль                       |
| 4 января    | Открытый чемпионат Катара Доха, Катар ATP 250 $1,024,000 — Хард — 32S/32Q/16D Турнир 2010                                                                             | Гильермо Гарсия Лопес Альберт Монтаньес 6-4, 7-5      | Франтишек Чермак Михал Мертиняк      |
| 11 января   | Международный теннисный турнир в Сиднее Сидней, Австралия ATP 250 $372,500 — Хард — 28S/32Q/16D Турнир 2010                                                           | Маркос Багдатис 6-4, 7-6(2)                           | Ришар Гаске                          |
| 11 января   | Международный теннисный турнир в Сиднее Сидней, Австралия ATP 250 $372,500 — Хард — 28S/32Q/16D Турнир 2010                                                           | Даниэль Нестор Ненад Зимонич 6-3, 7-6(5)              | Росс Хатчинс Джордан Керр            |
| 11 января   | Heineken Open Окленд, Новая Зеландия ATP 250 $355,500 — Хард — 28S/32Q/16D Турнир 2010                                                                                | Джон Изнер 6-3, 5-7, 7-6(2)                           | Арно Клеман                          |
| 11 января   | Heineken Open Окленд, Новая Зеландия ATP 250 $355,500 — Хард — 28S/32Q/16D Турнир 2010                                                                                | Маркус Даниэль Хория Текэу 7-5, 6-4                   | Марсело Мело Бруно Соарес            |
| 18 января   | Открытый чемпионат Австралии Мельбурн, Австралия Турнир Большого шлема AUD10,712,240 — Хард — 128S/128Q/64D/32X Одиночный турнир — Парный турнир Турнир смешанных пар | Роджер Федерер 6-3, 6-4, 7-6(11)                      | Энди Маррей                          |
| 18 января   | Открытый чемпионат Австралии Мельбурн, Австралия Турнир Большого шлема AUD10,712,240 — Хард — 128S/128Q/64D/32X Одиночный турнир — Парный турнир Турнир смешанных пар | Боб Брайан Майк Брайан 6-3, 6-7(5), 6-3               | Даниэль Нестор Ненад Зимонич         |
| 18 января   | Открытый чемпионат Австралии Мельбурн, Австралия Турнир Большого шлема AUD10,712,240 — Хард — 128S/128Q/64D/32X Одиночный турнир — Парный турнир Турнир смешанных пар | Леандер Паес Кара Блэк 7-5, 6-3                       | Ярослав Левинский Екатерина Макарова |

### Февраль
| Дата начала | Турнир | Чемпионы (Счёт финала)                              | Финалисты                      |
| ----------- | --- | --------------------------------------------------- | ------------------------------ |
| 1 февраля   | Открытый чемпионат ЮАР Йоханнесбург, ЮАР ATP 250 $442,500 — Хард — 32S/32Q/16D Турнир 2010                       | Фелисиано Лопес 7-5, 6-1                            | Стефан Робер                   |
| 1 февраля   | Открытый чемпионат ЮАР Йоханнесбург, ЮАР ATP 250 $442,500 — Хард — 32S/32Q/16D Турнир 2010                       | Рохан Бопанна Айсам-уль-Хак Куреши 2-6, 6-3, [10-5] | Кароль Бек Харел Леви          |
| 1 февраля   | PBZ Zagreb Indoors Загреб, Хорватия ATP 250 €398,250 — Хард (зал) — 32S/32Q/16D Турнир 2010                      | Марин Чилич 6-4, 6-7(5), 6-3                        | Михаэль Беррер                 |
| 1 февраля   | PBZ Zagreb Indoors Загреб, Хорватия ATP 250 €398,250 — Хард (зал) — 32S/32Q/16D Турнир 2010                      | Юрген Мельцер Филипп Пецшнер 3-6, 6-3, [10-8]       | Арно Клеман Оливер Рохус       |
| 1 февраля   | Movistar Open Сантьяго, Чили ATP 250 $398,250 — Грунт — 32S/32Q/16D Турнир 2010                                  | Томас Беллуччи 6-2, 0-6, 6-4                        | Хуан Монако                    |
| 1 февраля   | Movistar Open Сантьяго, Чили ATP 250 $398,250 — Грунт — 32S/32Q/16D Турнир 2010                                  | Лукаш Кубот Оливер Марах 6-4, 6-0                   | Потито Стараче Орасио Себальос |
| 8 февраля   | SAP Open Сан-Хосе, США ATP 250 $531,000 — Хард (зал) — 32S/32Q/16D Турнир 2010                                   | Фернандо Вердаско 3-6, 6-4, 6-4                     | Энди Роддик                    |
| 8 февраля   | SAP Open Сан-Хосе, США ATP 250 $531,000 — Хард (зал) — 32S/32Q/16D Турнир 2010                                   | Марди Фиш Сэм Куэрри 7-6(3), 7-5                    | Беньямин Беккер Леонардо Майер |
| 8 февраля   | Открытый чемпионат Бразилии Коста-ду-Сауипе, Бразилия ATP 250 $442,500 — Грунт — 32S/32Q/16D Турнир 2010         | Хуан Карлос Ферреро 6-1, 6-0                        | Лукаш Кубот                    |
| 8 февраля   | Открытый чемпионат Бразилии Коста-ду-Сауипе, Бразилия ATP 250 $442,500 — Грунт — 32S/32Q/16D Турнир 2010         | Пабло Куэвас Марсель Гранольерс 7-5, 6-4            | Лукаш Кубот Оливер Марах       |
| 8 февраля   | ABN AMRO World Tennis Tournament Роттердам, Нидерланды ATP 500 €1,150,000 — Хард (зал) — 32S/32Q/16D Турнир 2010 | Робин Сёдерлинг 6-4, 2-0 — отказ                    | Михаил Южный                   |
| 8 февраля   | ABN AMRO World Tennis Tournament Роттердам, Нидерланды ATP 500 €1,150,000 — Хард (зал) — 32S/32Q/16D Турнир 2010 | Даниэль Нестор Ненад Зимонич 6-4, 4-6, [10-7]       | Симон Аспелин Пол Хенли        |
| 15 февраля  | Open 13 Марсель, Франция ATP 250 €512,750 — Хард (зал) — 28S/32Q/16D Турнир 2010                                 | Микаэль Льодра 6-3, 6-4                             | Жюльен Беннето                 |
| 15 февраля  | Open 13 Марсель, Франция ATP 250 €512,750 — Хард (зал) — 28S/32Q/16D Турнир 2010                                 | Жюльен Беннето Микаэль Льодра 6-4, 6-3              | Юлиан Ноул Роберт Линдстедт    |
| 15 февраля  | Copa Telmex Буэнос-Айрес, Аргентина ATP 250 $475,300 — Грунт — 32S/32Q/16D Турнир 2010                           | Хуан Карлос Ферреро 5-7, 6-4, 6-3                   | Давид Феррер                   |
| 15 февраля  | Copa Telmex Буэнос-Айрес, Аргентина ATP 250 $475,300 — Грунт — 32S/32Q/16D Турнир 2010                           | Себастьян Прието Орасио Себальос 7-6(4), 6-3        | Симон Гройль Петер Лучак       |
| 15 февраля  | Regions Morgan Keegan Championships Мемфис, США ATP 500 $1,100,000 — Хард (зал) — 32S/32Q/16D Турнир 2010        | Сэм Куэрри 6-7(3), 7-6(5), 6-3                      | Джон Изнер                     |
| 15 февраля  | Regions Morgan Keegan Championships Мемфис, США ATP 500 $1,100,000 — Хард (зал) — 32S/32Q/16D Турнир 2010        | Сэм Куэрри Джон Изнер 6-4, 6-4                      | Росс Хатчинс Джордан Керр      |
| 22 февраля  | Международный теннисный чемпионат в Делрей-Бич Делрей-Бич, США ATP 250 $442,500 — Хард — 32S/32Q/16D Турнир 2010 | Эрнест Гулбис 6-2, 6-3                              | Иво Карлович                   |
| 22 февраля  | Международный теннисный чемпионат в Делрей-Бич Делрей-Бич, США ATP 250 $442,500 — Хард — 32S/32Q/16D Турнир 2010 | Боб Брайан Майк Брайан 6-3, 7-6³                    | Филипп Маркс Игорь Зеленай     |
| 22 февраля  | Теннисный чемпионат Дубая Дубай, ОАЭ ATP 500 $1,619,500 — Хард — 32S/32Q/16D Турнир 2010                         | Новак Джокович 7-5, 5-7, 6-3                        | Михаил Южный                   |
| 22 февраля  | Теннисный чемпионат Дубая Дубай, ОАЭ ATP 500 $1,619,500 — Хард — 32S/32Q/16D Турнир 2010                         | Симон Аспелин Пол Хенли 6-2, 6-3                    | Лукаш Длоуги Леандер Паес      |
| 22 февраля  | Открытый чемпионат Мексики Акапулько, Мексика ATP 500 $955,000 — Грунт — 32S/32Q/16D Турнир 2010                 | Давид Феррер 6-3, 3-6, 6-1                          | Хуан Карлос Ферреро            |
| 22 февраля  | Открытый чемпионат Мексики Акапулько, Мексика ATP 500 $955,000 — Грунт — 32S/32Q/16D Турнир 2010                 | Лукаш Кубот Оливер Марах 6-0, 6-0                   | Фабио Фоньини Потито Стараче   |

### Март
| Дата начала | Турнир | Чемпионы (Счёт финала)                                                                                 | Финалисты                                                               |
| ----------- | --- | --- | ----------------------------------------------------------------------- |
| 1 марта     | Кубок Дэвиса 2010. 1-й раунд Логроньо, Испания — Грунт Тулон, Франция — Хард (зал) Москва, Россия — Хард (зал) Стокгольм, Швеция — Хард (зал) Вараждин, Хорватия — Хард (зал) Белград, Сербия — Грунт (зал) Кокимбо, Чили — Грунт Бре, Бельгия — Грунт (зал) | Победители Испания 4-1 Франция 4-1 Россия 3-2 Аргентина 3-2 Хорватия 5-0 Сербия 3-2 Чили 4-1 Чехия 4-1 | Проигравшие Швейцария Германия Индия Швеция Эквадор США Израиль Бельгия |
| 8 марта     | BNP Paribas Open Индиан-Уэллс, США ATP Masters 1000 $3,645,000 — Хард — 96S/48Q/32D Одиночный турнир — Парный турнир | Иван Любичич 7-6(3), 7-6(5)                                                                            | Энди Роддик                                                             |
| 8 марта     | BNP Paribas Open Индиан-Уэллс, США ATP Masters 1000 $3,645,000 — Хард — 96S/48Q/32D Одиночный турнир — Парный турнир | Марк Лопес Рафаэль Надаль 7-6(8), 6-3                                                                  | Даниэль Нестор Ненад Зимонич                                            |
| 22 марта    | Sony Ericsson Open Майами, США ATP Masters 1000 $3,645,000 — Хард — 96S/48Q/32D Одиночный турнир — Парный турнир | Энди Роддик 7-5, 6-4                                                                                   | Томаш Бердых                                                            |
| 22 марта    | Sony Ericsson Open Майами, США ATP Masters 1000 $3,645,000 — Хард — 96S/48Q/32D Одиночный турнир — Парный турнир | Лукаш Длоуги Леандер Паес 6-2, 7-5                                                                     | Максим Мирный Махеш Бхупати                                             |

### Апрель
| Дата начала | Турнир | Чемпионы (Счёт финала)                        | Финалисты                          |
| ----------- | --- | --------------------------------------------- | ---------------------------------- |
| 5 апреля    | Гран-при Хасана II Касабланка, Марокко ATP 250 €398,250 — Грунт — 32S/32Q/16D Турнир 2010                                                   | Станислас Вавринка 6-2, 6-3                   | Виктор Ханеску                     |
| 5 апреля    | Гран-при Хасана II Касабланка, Марокко ATP 250 €398,250 — Грунт — 32S/32Q/16D Турнир 2010                                                   | Роберт Линдстедт Хория Текэу 6-2, 3-6, 10-7   | Рохан Бопанна Айсам-уль-Хак Куреши |
| 5 апреля    | Грунтовый чемпионат США Хьюстон, США ATP 250 $442,500 — Грунт — 32S/32Q/16D Турнир 2010                                                     | Хуан Игнасио Чела 5-7, 6-4, 6-3               | Сэм Куэрри                         |
| 5 апреля    | Грунтовый чемпионат США Хьюстон, США ATP 250 $442,500 — Грунт — 32S/32Q/16D Турнир 2010                                                     | Боб Брайан Майк Брайан 6-3, 7-5               | Стивен Хасс Уэсли Муди             |
| 12 апреля   | Monte-Carlo Rolex Masters Рокебрюн — Кап-Мартен, Франция ATP Masters 1000 €2,227,500 — Грунт — 56S/28Q/24D Одиночный турнир — Парный турнир | Рафаэль Надаль 6-0, 6-1                       | Фернандо Вердаско                  |
| 12 апреля   | Monte-Carlo Rolex Masters Рокебрюн — Кап-Мартен, Франция ATP Masters 1000 €2,227,500 — Грунт — 56S/28Q/24D Одиночный турнир — Парный турнир | Ненад Зимонич Даниэль Нестор 6-3, 2-0 — отказ | Махеш Бхупати Максим Мирный        |
| 19 апреля   | Barcelona Open Banc Sabadell Барселона, Испания ATP 500 €1,550,000 — Грунт — 56S/28Q/24D Турнир 2010                                        | Фернандо Вердаско 6-3, 4-6, 6-3               | Робин Сёдерлинг                    |
| 19 апреля   | Barcelona Open Banc Sabadell Барселона, Испания ATP 500 €1,550,000 — Грунт — 56S/28Q/24D Турнир 2010                                        | Ненад Зимонич Даниэль Нестор 4-6, 6-3, [10-5] | Ллейтон Хьюитт Марк Ноулз          |
| 26 апреля   | Открытый чемпионат Италии Рим, Италия ATP Masters 1000 €2,227,500 — Грунт — 56S/28Q/24D Одиночный турнир — Парный турнир                    | Рафаэль Надаль 7-5, 6-2                       | Давид Феррер                       |
| 26 апреля   | Открытый чемпионат Италии Рим, Италия ATP Masters 1000 €2,227,500 — Грунт — 56S/28Q/24D Одиночный турнир — Парный турнир                    | Боб Брайан Майк Брайан 6-2, 6-3               | Джон Изнер Сэм Куэрри              |

### Май
| Дата начала | Турнир | Чемпионы (Счёт финала)                                     | Финалисты                            |
| ----------- | --- | ---------------------------------------------------------- | ------------------------------------ |
| 3 мая       | BMW Open Мюнхен, Германия ATP 250 €398,250 — Грунт — 32S/32Q/16D Турнир 2010                                                                                 | Михаил Южный 6-3, 4-6, 6-4                                 | Марин Чилич                          |
| 3 мая       | BMW Open Мюнхен, Германия ATP 250 €398,250 — Грунт — 32S/32Q/16D Турнир 2010                                                                                 | Оливер Марах / Сантьяго Вентура Бертомеу 5-7, 6-3, [16-14] | Эрик Буторак / Михаэль Кольманн      |
| 3 мая       | Открытый чемпионат Сербии Белград, Сербия ATP 250 €373,200 — Грунт — 32S/32Q/16D Турнир 2010                                                                 | Сэм Куэрри 3-6, 7-6(4), 6-4                                | Джон Изнер                           |
| 3 мая       | Открытый чемпионат Сербии Белград, Сербия ATP 250 €373,200 — Грунт — 32S/32Q/16D Турнир 2010                                                                 | Сантьяго Гонсалес / Трэвис Реттенмайер 7-6(6), 6-1         | Матеуш Ковальчик / Томаш Беднарек    |
| 3 мая       | Открытый чемпионат Эшторила Оэйраш, Португалия ATP 250 €398,250 — Грунт — 28S/32Q/16D Турнир 2010                                                            | Альберт Монтаньес 6-2, 6-7(4), 7-5                         | Фредерику Жил                        |
| 3 мая       | Открытый чемпионат Эшторила Оэйраш, Португалия ATP 250 €398,250 — Грунт — 28S/32Q/16D Турнир 2010                                                            | Марк Лопес / Давид Марреро 6-7(1), 6-4, [10-4]             | Пабло Куэвас / Марсель Гранольерс    |
| 10 мая      | Mutua Madrileña Madrid Open Мадрид, Испания ATP Masters 1000 €2,835,000 — Грунт — 56S/28Q/24D Одиночный турнир — Парный турнир                               | Рафаэль Надаль 6-2, 7-6(5)                                 | Роджер Федерер                       |
| 10 мая      | Mutua Madrileña Madrid Open Мадрид, Испания ATP Masters 1000 €2,835,000 — Грунт — 56S/28Q/24D Одиночный турнир — Парный турнир                               | Боб Брайан / Майк Брайан 6-3, 6-4                          | Ненад Зимонич / Даниэль Нестор       |
| 17 мая      | ARAG World Team Cup Дюссельдорф, Германия Командный турнир €1,351,000 — Грунт — 8 команд (Группа) Турнир 2010                                                | Аргентина · 2-1                                            | США                                  |
| 17 мая      | Open de Nice Côte d’Azur Ницца, Франция ATP 250 €398,250 — Грунт — 32S/32Q/16D Турнир 2010                                                                   | Ришар Гаске 6-3, 5-7, 7-6(5)                               | Фернандо Вердаско                    |
| 17 мая      | Open de Nice Côte d’Azur Ницца, Франция ATP 250 €398,250 — Грунт — 32S/32Q/16D Турнир 2010                                                                   | Марсело Мело / Бруно Соарес 1-6, 6-3, [10-5]               | Рохан Бопанна / Айсам-уль-Хак Куреши |
| 24 мая      | Открытый чемпионат Франции Париж, Франция Турнир Большого шлема €7,580,800 — Грунт — 128S/128Q/64D/32X Одиночный турнир — Парный турнир Турнир смешанных пар | Рафаэль Надаль 6-4, 6-2, 6-4                               | Робин Сёдерлинг                      |
| 24 мая      | Открытый чемпионат Франции Париж, Франция Турнир Большого шлема €7,580,800 — Грунт — 128S/128Q/64D/32X Одиночный турнир — Парный турнир Турнир смешанных пар | Даниэль Нестор / Ненад Зимонич 7-5, 6-2                    | Лукаш Длоуги / Леандер Паес          |
| 24 мая      | Открытый чемпионат Франции Париж, Франция Турнир Большого шлема €7,580,800 — Грунт — 128S/128Q/64D/32X Одиночный турнир — Парный турнир Турнир смешанных пар | Катарина Среботник / Ненад Зимонич 4-6, 7-6(5), [11-9]     | Ярослава Шведова / Юлиан Ноул        |

### Июнь
| Дата начала | Турнир | Чемпионы (Счёт финала)                                | Финалисты                    |
| ----------- | --- | ----------------------------------------------------- | ---------------------------- |
| 7 июня      | Gerry Weber Open Халле, Германия ATP 250 € 663,750 — Трава — 32S/32Q/16D Турнир 2010                                                                               | Ллейтон Хьюитт 3-6, 7-6(4), 6-4                       | Роджер Федерер               |
| 7 июня      | Gerry Weber Open Халле, Германия ATP 250 € 663,750 — Трава — 32S/32Q/16D Турнир 2010                                                                               | Сергей Стаховский Михаил Южный 4-6, 7-5, [10-7]       | Мартин Дамм Филип Полашек    |
| 7 июня      | AEGON Championships Лондон, Великобритания ATP 250 € 627,700 — Трава — 56S/32Q/24D Турнир 2010                                                                     | Сэм Куэрри 7-6(3), 7-5                                | Марди Фиш                    |
| 7 июня      | AEGON Championships Лондон, Великобритания ATP 250 € 627,700 — Трава — 56S/32Q/24D Турнир 2010                                                                     | Новак Джокович Йонатан Эрлих 6-7(6), 6-3, [10-3]      | Кароль Бек Давид Шкох        |
| 14 июня     | Чемпионат Росмалена Хертогенбос, Нидерланды ATP 250 €398,250 — Трава — 32S/32Q/16D Турнир 2010                                                                     | Сергей Стаховский 6-3, 6-0                            | Янко Типсаревич              |
| 14 июня     | Чемпионат Росмалена Хертогенбос, Нидерланды ATP 250 €398,250 — Трава — 32S/32Q/16D Турнир 2010                                                                     | Роберт Линдстедт Хория Текэу 1-6, 7-5, [10-7]         | Лукаш Длоуги Леандер Паес    |
| 14 июня     | AEGON International Истборн, Великобритания ATP 250 €405,000 — Трава — 32S/23Q/16D Турнир 2010                                                                     | Микаэль Льодра 7-5, 6-2                               | Гильермо Гарсия Лопес        |
| 14 июня     | AEGON International Истборн, Великобритания ATP 250 €405,000 — Трава — 32S/23Q/16D Турнир 2010                                                                     | Мариуш Фирстенберг Марцин Матковский 6-3, 5-7, [10-8] | Колин Флеминг Кен Скупски    |
| 21 июня     | Уимблдонский турнир Лондон, Великобритания Турнир Большого шлема £13,725,000 — Трава — 128S/128Q/64D/16Q/48X Одиночный турнир — Парный турнир Турнир смешанных пар | Рафаэль Надаль 6-3, 7-5, 6-4                          | Томаш Бердых                 |
| 21 июня     | Уимблдонский турнир Лондон, Великобритания Турнир Большого шлема £13,725,000 — Трава — 128S/128Q/64D/16Q/48X Одиночный турнир — Парный турнир Турнир смешанных пар | Юрген Мельцер Филипп Пецшнер 6-1,7-5,7-5              | Роберт Линдстедт Хория Текэу |
| 21 июня     | Уимблдонский турнир Лондон, Великобритания Турнир Большого шлема £13,725,000 — Трава — 128S/128Q/64D/16Q/48X Одиночный турнир — Парный турнир Турнир смешанных пар | Леандер Паес Кара Блэк 6-4,7-6(5)                     | Уэсли Муди Лиза Реймонд      |

### Июль
| Дата начала | Турнир | Чемпионы (Счёт финала)                                    | Финалисты                                |
| ----------- | --- | --------------------------------------------------------- | ---------------------------------------- |
| 5 июля      | Hall of Fame Tennis Championships Ньюпорт, США ATP 250 $442,500 — Трава — 32S/32Q/16D Турнир 2010                                           | Марди Фиш 5-7, 6-3, 6-4                                   | Оливье Рохус                             |
| 5 июля      | Hall of Fame Tennis Championships Ньюпорт, США ATP 250 $442,500 — Трава — 32S/32Q/16D Турнир 2010                                           | Карстен Болл Крис Гуччоне 6-3, 6-4                        | Сантьяго Гонсалес Трэвис Реттенмайер     |
| 5 июля      | Кубок Дэвиса 2010. 1/4 финала Клермон-Ферран, Франция — Хард (i) Москва, Россия — Хард (i) Сплит, Хорватия — Хард (i) Кокимбо, Чили — Грунт | Победители Франция 5-0 Аргентина 3-2 Сербия 4-1 Чехия 4-1 | Проигравшие Испания Россия Хорватия Чили |
| 12 июля     | Mercedes Cup Штутгарт, Германия ATP 250 €398,250 — Грунт — 32S/32Q/16D Турнир 2010                                                          | Альберт Монтаньес 6-2, 2-1 — отказ                        | Гаэль Монфис                             |
| 12 июля     | Mercedes Cup Штутгарт, Германия ATP 250 €398,250 — Грунт — 32S/32Q/16D Турнир 2010                                                          | Карлос Берлок Эдуардо Шванк 7-6(5), 7-6(6)                | Кристофер Кас Филипп Пецшнер             |
| 12 июля     | Открытый чемпионат Швеции Бостад, Швеция ATP 250 €398,250 — Грунт — 28S/32Q/16D Турнир 2010                                                 | Николас Альмагро 7-5, 3-6, 6-2                            | Робин Сёдерлинг                          |
| 12 июля     | Открытый чемпионат Швеции Бостад, Швеция ATP 250 €398,250 — Грунт — 28S/32Q/16D Турнир 2010                                                 | Роберт Линдстедт Хория Текэу 6-4, 7-5                     | Андреас Сеппи Симоне Ваньоцци            |
| 19 июля     | Открытый чемпионат Германии Гамбург, Германия ATP 500 €1,000,000 — Грунт — 48S/24Q/16D Турнир 2010                                          | Андрей Голубев 6-3, 7-5                                   | Юрген Мельцер                            |
| 19 июля     | Открытый чемпионат Германии Гамбург, Германия ATP 500 €1,000,000 — Грунт — 48S/24Q/16D Турнир 2010                                          | Марк Лопес Давид Марреро 6-3, 2-6, [10-8]                 | Жереми Шарди Поль-Анри Матьё             |
| 19 июля     | Теннисный чемпионат Атланты Атланта, США ATP 250 $531,000 — Хард — 32S/32Q/16D Турнир 2010                                                  | Марди Фиш 4-6, 6-4, 7-6(4)                                | Джон Изнер                               |
| 19 июля     | Теннисный чемпионат Атланты Атланта, США ATP 250 $531,000 — Хард — 32S/32Q/16D Турнир 2010                                                  | Скотт Липски Раджив Рам 6-3, 6-7(4), [12-10]              | Рохан Бопанна Кристоф Влиген             |
| 26 июля     | Suisse Open Gstaad Гштаад, Швейцария ATP 250 €450,000 — Грунт — 32S/32Q/16D Турнир 2010                                                     | Николас Альмагро 7-5, 6-1                                 | Ришар Гаске                              |
| 26 июля     | Suisse Open Gstaad Гштаад, Швейцария ATP 250 €450,000 — Грунт — 32S/32Q/16D Турнир 2010                                                     | Юхан Брунстрём Яркко Ниеминен 6-3, 6-7(4), [11-9]         | Марсело Мело Бруно Соарес                |
| 26 июля     | Farmers Classic Лос-Анджелес, США ATP 250 $619,500 — Хард — 28S/32Q/16D Турнир 2010                                                         | Сэм Куэрри 5-7, 7-6(2), 6-3                               | Энди Маррей                              |
| 26 июля     | Farmers Classic Лос-Анджелес, США ATP 250 $619,500 — Хард — 28S/32Q/16D Турнир 2010                                                         | Боб Брайан Майк Брайан 6-7(6), 6-2, [10-7]                | Эрик Буторак Жан-Жюльен Ройер            |
| 26 июля     | Открытый чемпионат Хорватии Умаг, Хорватия ATP 250 €398,250 — Грунт — 32S/32Q/16D Турнир 2010                                               | Хуан Карлос Ферреро 6-4, 6-4                              | Потито Стараче                           |
| 26 июля     | Открытый чемпионат Хорватии Умаг, Хорватия ATP 250 €398,250 — Грунт — 32S/32Q/16D Турнир 2010                                               | Леош Фридль Филип Полашек 6-3, 7-6(7)                     | Франтишек Чермак Михал Мертиняк          |

### Август
| Дата начала | Турнир | Чемпионы (Счёт финала)                   | Финалисты                          |
| ----------- | --- | ---------------------------------------- | ---------------------------------- |
| 2 августа   | Legg Mason Tennis Classic Вашингтон, США ATP 500 $1,165,500 — Хард — 48S/24Q/16D Турнир 2010                                                            | Давид Налбандян 6-2, 7-6(4)              | Маркос Багдатис                    |
| 2 августа   | Legg Mason Tennis Classic Вашингтон, США ATP 500 $1,165,500 — Хард — 48S/24Q/16D Турнир 2010                                                            | Марди Фиш Марк Ноулз 4-6, 7-6(7), [10-7] | Томаш Бердых Радек Штепанек        |
| 9 августа   | Rogers Cup Торонто, Канада ATP Masters 1000 $2,430,000 — Хард — 56S/28Q/24D Одиночный турнир — Парный турнир                                            | Энди Маррей 7-5, 7-5                     | Роджер Федерер                     |
| 9 августа   | Rogers Cup Торонто, Канада ATP Masters 1000 $2,430,000 — Хард — 56S/28Q/24D Одиночный турнир — Парный турнир                                            | Боб Брайан Майк Брайан 7-5, 6-3          | Жюльен Беннето Микаэль Льодра      |
| 16 августа  | Western & Southern Financial Group Masters Цинциннати, США ATP Masters 1000 $2,430,000 — Хард — 56S/28Q/24D Одиночный турнир — Парный турнир            | Роджер Федерер 6-7(5), 7-6(1), 6-4       | Марди Фиш                          |
| 16 августа  | Western & Southern Financial Group Masters Цинциннати, США ATP Masters 1000 $2,430,000 — Хард — 56S/28Q/24D Одиночный турнир — Парный турнир            | Боб Брайан Майк Брайан 6-3, 6-5          | Махеш Бхупати Максим Мирный        |
| 23 августа  | Pilot Pen Tennis Нью-Хэйвен, США ATP 250 $663,750 — Хард — 48S/32Q/16D Турнир 2010                                                                      | Сергей Стаховский 3-6, 6-3, 6-4          | Денис Истомин                      |
| 23 августа  | Pilot Pen Tennis Нью-Хэйвен, США ATP 250 $663,750 — Хард — 48S/32Q/16D Турнир 2010                                                                      | Хория Текэу Роберт Линдстедт 6-4, 7-5    | Рохан Бопанна Айсам-уль-Хак Куреши |
| 30 августа  | Открытый чемпионат США Нью-Йорк, США Турнир Большого шлема $10,508,000 — Хард — 128S/128Q/64D/32X Одиночный турнир — Парный турнир Турнир смешанных пар | Рафаэль Надаль 6-4, 5-7, 6-4, 6-2        | Новак Джокович                     |
| 30 августа  | Открытый чемпионат США Нью-Йорк, США Турнир Большого шлема $10,508,000 — Хард — 128S/128Q/64D/32X Одиночный турнир — Парный турнир Турнир смешанных пар | Боб Брайан Майк Брайан 7-6(5), 7-6(4)    | Айсам-уль-Хак Куреши Рохан Бопанна |
| 30 августа  | Открытый чемпионат США Нью-Йорк, США Турнир Большого шлема $10,508,000 — Хард — 128S/128Q/64D/32X Одиночный турнир — Парный турнир Турнир смешанных пар | Боб Брайан Лизель Хубер 6-4, 6-4         | Айсам-уль-Хак Куреши Квета Пешке   |

### Сентябрь
| Дата начала | Турнир | Чемпионы (Счёт финала)                          | Финалисты                            |
| ----------- | --- | ----------------------------------------------- | ------------------------------------ |
| 13 сентября | Кубок Дэвиса 2010. 1/2 финала Лион, Франция — Хард (зал) Белград, Сербия — Хард (зал)                      | Победители Франция 5-0 Сербия 3-2               | Проигравшие Аргентина Чехия          |
| 20 сентября | Open de Moselle Мец, Франция ATP 250 €398,250 — Хард (зал) — 32S/32Q/16D Турнир 2010                       | Жиль Симон 6-3, 6-2                             | Миша Зверев                          |
| 20 сентября | Open de Moselle Мец, Франция ATP 250 €398,250 — Хард (зал) — 32S/32Q/16D Турнир 2010                       | Дастин Браун Рогир Вассен 6-3, 6-3              | Марсело Мело Бруно Соарес            |
| 20 сентября | Открытый чемпионат Румынии Бухарест, Румыния ATP 250 €368,450 — Грунт — 32S/32Q/16D Турнир 2010            | Хуан Игнасио Чела 7-5, 6-1                      | Пабло Андухар                        |
| 20 сентября | Открытый чемпионат Румынии Бухарест, Румыния ATP 250 €368,450 — Грунт — 32S/32Q/16D Турнир 2010            | Хуан Игнасио Чела Лукаш Кубот 6-2, 5-7, [13-11] | Марсель Гранольерс Сантьяго Вентура  |
| 27 сентября | Открытый чемпионат Таиланда Бангкок, Таиланд ATP 250 $551,000 — Хард (зал) — 32S/32Q/16D Турнир 2010       | Гильермо Гарсия Лопес 6-4, 3-6, 6-4             | Яркко Ниеминен                       |
| 27 сентября | Открытый чемпионат Таиланда Бангкок, Таиланд ATP 250 $551,000 — Хард (зал) — 32S/32Q/16D Турнир 2010       | Виктор Троицки Кристофер Кас 6-4, 6-4           | Юрген Мельцер Йонатан Эрлих          |
| 27 сентября | Открытый чемпионат Малайзии Куала-Лумпур, Малайзия ATP 250 $850,000 — Хард (зал) — 28S/32S/16D Турнир 2010 | Михаил Южный 6-7(2), 6-2, 7-6(3)                | Андрей Голубев                       |
| 27 сентября | Открытый чемпионат Малайзии Куала-Лумпур, Малайзия ATP 250 $850,000 — Хард (зал) — 28S/32S/16D Турнир 2010 | Франтишек Чермак Михал Мертиняк 7-6(3), 7-6(5)  | Мариуш Фирстенберг Марцин Матковский |

### Октябрь
| Дата начала | Турнир | Чемпионы (Счёт финала)                         | Финалисты                            |
| ----------- | --- | ---------------------------------------------- | ------------------------------------ |
| 4 октября   | Открытый чемпионат Китая Пекин, Китай ATP 500 $2,100,000 — Хард — 32S/32Q/16D Турнир 2010                                 | Новак Джокович 6-2, 6-4                        | Давид Феррер                         |
| 4 октября   | Открытый чемпионат Китая Пекин, Китай ATP 500 $2,100,000 — Хард — 32S/32Q/16D Турнир 2010                                 | Боб Брайан Майк Брайан 6-1, 7-6(5)             | Мариуш Фирстенберг Марцин Матковский |
| 4 октября   | Открытый чемпионат Японии Токио, Япония ATP 500 $1,100,000 — Хард — 32S/32Q/16D Турнир 2010                               | Рафаэль Надаль 6-1, 7-5                        | Гаэль Монфис                         |
| 4 октября   | Открытый чемпионат Японии Токио, Япония ATP 500 $1,100,000 — Хард — 32S/32Q/16D Турнир 2010                               | Эрик Буторак Жан-Жюльен Ройер 6-3, 6-2         | Андреас Сеппи Дмитрий Турсунов       |
| 11 октября  | Shanghai ATP Masters 1000 Шанхай, Китай ATP Masters 1000 $3,240,000 — Хард — 56S/28Q/24D Одиночный турнир — Парный турнир | Энди Маррей 6-3, 6-2                           | Роджер Федерер                       |
| 11 октября  | Shanghai ATP Masters 1000 Шанхай, Китай ATP Masters 1000 $3,240,000 — Хард — 56S/28Q/24D Одиночный турнир — Парный турнир | Юрген Мельцер Леандер Паес 7-5, 4-6, [10-5]    | Мариуш Фирстенберг Марцин Матковский |
| 18 октября  | Открытый чемпионат Стокгольма Стокгольм, Швеция ATP 250 €531,000 — Хард (зал) — 32S/32Q/16D Турнир 2010                   | Роджер Федерер 6-4, 6-3                        | Флориан Майер                        |
| 18 октября  | Открытый чемпионат Стокгольма Стокгольм, Швеция ATP 250 €531,000 — Хард (зал) — 32S/32Q/16D Турнир 2010                   | Эрик Буторак Жан-Жюльен Ройер 6-3, 6-4         | Юхан Брунстрём Яркко Ниеминен        |
| 18 октября  | Кубок Кремля Москва, Россия ATP 250 $1,000,000 — Хард (зал) — 32S/32Q/16D Турнир 2010                                     | Виктор Троицки 3-6, 6-4, 6-3                   | Маркос Багдатис                      |
| 18 октября  | Кубок Кремля Москва, Россия ATP 250 $1,000,000 — Хард (зал) — 32S/32Q/16D Турнир 2010                                     | Игорь Куницын Дмитрий Турсунов 7-6(8), 6-3     | Виктор Троицки Янко Типсаревич       |
| 25 октября  | Открытый чемпионат Санкт-Петербурга Санкт-Петербург, Россия ATP 250 $663,750 — Хард (зал) — 32S/32Q/16D Турнир 2010       | Михаил Кукушкин 6-3, 7-6(2)                    | Михаил Южный                         |
| 25 октября  | Открытый чемпионат Санкт-Петербурга Санкт-Петербург, Россия ATP 250 $663,750 — Хард (зал) — 32S/32Q/16D Турнир 2010       | Даниэле Браччали Потито Стараче 7-6(6), 7-6(5) | Рохан Бопанна Айсам-уль-Хак Куреши   |
| 25 октября  | Открытый чемпионат Вены Вена, Австрия ATP 250 €575,250 — Хард (зал) — 32S/32Q/16D Турнир 2010                             | Юрген Мельцер 6-7(10), 7-6(4), 6-4             | Андреас Хайдер-Маурер                |
| 25 октября  | Открытый чемпионат Вены Вена, Австрия ATP 250 €575,250 — Хард (зал) — 32S/32Q/16D Турнир 2010                             | Даниэль Нестор Ненад Зимонич 7-5, 3-6, [10-5]  | Мариуш Фирстенберг Марцин Матковский |
| 25 октября  | Открытый чемпионат Южной Франции Монпелье, Франция ATP 250 €575,250 — Хард (зал) — 32S/32Q/16D Турнир 2010                | Гаэль Монфис 6-2, 5-7, 6-1                     | Иван Любичич                         |
| 25 октября  | Открытый чемпионат Южной Франции Монпелье, Франция ATP 250 €575,250 — Хард (зал) — 32S/32Q/16D Турнир 2010                | Стивен Хасс Росс Хатчинс 6-2, 4-6, [10-7]      | Марк Лопес Эдуардо Шванк             |

### Ноябрь
| Дата начала | Турнир | Чемпионы (Счёт финала)                        | Финалисты                    |
| ----------- | --- | --------------------------------------------- | ---------------------------- |
| 1 ноября    | Открытый чемпионат Валенсии Валенсия, Испания ATP 500 €1,357,000 — Хард (зал) — 32S/32Q/16D Турнир 2010                                  | Давид Феррер 7-5, 6-3                         | Марсель Гранольерс           |
| 1 ноября    | Открытый чемпионат Валенсии Валенсия, Испания ATP 500 €1,357,000 — Хард (зал) — 32S/32Q/16D Турнир 2010                                  | Энди Маррей Джейми Маррей 7-6(8), 5-7, [10-7] | Махеш Бхупати Максим Мирный  |
| 1 ноября    | Swiss Indoors Basel Базель, Швейцария ATP 500 €1,225,000 — Хард (зал) — 32S/32Q/16D Турнир 2010                                          | Роджер Федерер 6-4, 3-6, 6-1                  | Новак Джокович               |
| 1 ноября    | Swiss Indoors Basel Базель, Швейцария ATP 500 €1,225,000 — Хард (зал) — 32S/32Q/16D Турнир 2010                                          | Боб Брайан Майк Брайан 6-3, 3-6, [10-3]       | Даниэль Нестор Ненад Зимонич |
| 8 ноября    | BNP Paribas Masters Париж, Франция ATP Masters 1000 €2,227,500 — Хард (зал) — 48S/24Q/24D Одиночный турнир — Парный турнир               | Робин Сёдерлинг 6-1, 7-6(1                    | Гаэль Монфис                 |
| 8 ноября    | BNP Paribas Masters Париж, Франция ATP Masters 1000 €2,227,500 — Хард (зал) — 48S/24Q/24D Одиночный турнир — Парный турнир               | Махеш Бхупати Максим Мирный 7-5, 7-5          | Марк Ноулс Энди Рам          |
| 22 ноября   | Финал Мирового Тура ATP Лондон, Великобритания Финал мирового тура £2,227,500 — Хард (зал) — 8S/8D (RR) Одиночный турнир — Парный турнир | Роджер Федерер 6-3, 3-6, 6-1                  | Рафаэль Надаль               |
| 22 ноября   | Финал Мирового Тура ATP Лондон, Великобритания Финал мирового тура £2,227,500 — Хард (зал) — 8S/8D (RR) Одиночный турнир — Парный турнир | Ненад Зимонич Даниэль Нестор 7-6(6), 6-4      | Махеш Бхупати Максим Мирный  |

### Декабрь
| Дата начала | Турнир                                               | Чемпионы (Счёт финала) | Финалисты |
| ----------- | ---------------------------------------------------- | ---------------------- | --------- |
| 3 декабря   | Кубок Дэвиса 2010. Финал Белград, Сербия, Хард (зал) | Сербия 3-2             | Франция   |

## Рейтинг ATP

### Одиночный рейтинг
| по данным на 6 декабря 2010 | по данным на 6 декабря 2010 | по данным на 6 декабря 2010 | по данным на 6 декабря 2010 | по данным на 6 декабря 2010 | по данным на 6 декабря 2010 | по данным на 6 декабря 2010 | по данным на 6 декабря 2010 |
| #                           | Теннисист                   | Очки                        | КТ                          | Рейтинг-09                  | Лучший рейтинг              | Худший рейтинг              | Разница                     |
| --------------------------- | --------------------------- | --------------------------- | --------------------------- | --------------------------- | --------------------------- | --------------------------- | --------------------------- |
| 1                           | Рафаэль Надаль              | 12450                       | 17                          | 2                           | 1                           | 4                           | ▲ 1                         |
| 2                           | Роджер Федерер              | 9145                        | 18                          | 1                           | 1                           | 3                           | ▼ 1                         |
| 3                           | Новак Джокович              | 6165                        | 20                          | 3                           | 2                           | 3                           | ▬ =                         |
| 4                           | Энди Маррей                 | 5760                        | 19                          | 4                           | 3                           | 5                           | ▬ =                         |
| 5                           | Робин Сёдерлинг             | 5580                        | 24                          | 8                           | 4                           | 8                           | ▲ 3                         |
| 6                           | Томаш Бердых                | 3955                        | 25                          | 20                          | 6                           | 25                          | ▲ 14                        |
| 7                           | Давид Феррер                | 3735                        | 24                          | 17                          | 7                           | 19                          | ▲ 10                        |
| 8                           | Энди Роддик                 | 3665                        | 18                          | 7                           | 7                           | 13                          | ▼ 1                         |
| 9                           | Фернандо Вердаско           | 3240                        | 24                          | 9                           | 7                           | 12                          | ▬ =                         |
| 10                          | Михаил Южный                | 2920                        | 22                          | 19                          | 8                           | 20                          | ▲ 9                         |
| 11                          | Юрген Мельцер               | 2785                        | 27                          | 28                          | 11                          | 32                          | ▲ 17                        |
| 12                          | Гаэль Монфис                | 2560                        | 21                          | 13                          | 12                          | 20                          | ▲ 1                         |
| 13                          | Жо-Вильфрид Тсонга          | 2345                        | 16                          | 10                          | 9                           | 13                          | ▼ 3                         |
| 14                          | Марин Чилич                 | 2300                        | 24                          | 14                          | 9                           | 15                          | ▬ =                         |
| 15                          | Николас Альмагро            | 2160                        | 27                          | 26                          | 15                          | 40                          | ▲ 11                        |
| 16                          | Марди Фиш                   | 1991                        | 19                          | 55                          | 16                          | 108                         | ▲ 39                        |
| 17                          | Иван Любичич                | 1965                        | 20                          | 24                          | 13                          | 26                          | ▲ 7                         |
| 18                          | Сэм Куэрри                  | 1860                        | 27                          | 25                          | 18                          | 31                          | ▲ 7                         |
| 19                          | Джон Изнер                  | 1850                        | 23                          | 34                          | 18                          | 34                          | ▲ 15                        |
| 20                          | Маркос Багдатис             | 1785                        | 28                          | 42                          | 18                          | 42                          | ▲ 22                        |

КТ — количество турниров в сезоне.

### Парный рейтинг

#### Игроки
| по данным на 6 декабря 2010 | по данным на 6 декабря 2010 | по данным на 6 декабря 2010 | по данным на 6 декабря 2010 | по данным на 6 декабря 2010 | по данным на 6 декабря 2010 | по данным на 6 декабря 2010 | по данным на 6 декабря 2010 |
| #                           | Теннисист                   | Очки                        | КТ                          | Рейтинг-09                  | Лучший рейтинг              | Худший рейтинг              | Разница                     |
| --------------------------- | --------------------------- | --------------------------- | --------------------------- | --------------------------- | --------------------------- | --------------------------- | --------------------------- |
| 1                           | Боб Брайан                  | 11500                       | 25                          | 1T                          | 1T                          | 3T                          | ▬ =                         |
| 1                           | Майк Брайан                 | 11500                       | 25                          | 1T                          | 1T                          | 3T                          | ▬ =                         |
| 3                           | Даниэль Нестор              | 9150                        | 25                          | 3T                          | 1T                          | 3T                          | ▬ =                         |
| 3                           | Ненад Зимонич               | 9150                        | 27                          | 3T                          | 1T                          | 3T                          | ▬ =                         |
| 5                           | Леандер Паес                | 5150                        | 22                          | 8                           | 5                           | 9                           | ▲ 3                         |
| 6                           | Махеш Бхупати               | 5085                        | 23                          | 7                           | 6                           | 15                          | ▲ 1                         |
| 7                           | Максим Мирный               | 5070                        | 20                          | 11                          | 8                           | 18                          | ▲ 4                         |
| 8                           | Юрген Мельцер               | 4410                        | 25                          | 26                          | 6                           | 26                          | ▲ 18                        |
| 9                           | Лукаш Длоуги                | 4315                        | 27                          | 6                           | 5                           | 10                          | ▼ 3                         |
| 10                          | Лукаш Кубот                 | 4140                        | 26                          | 12                          | 7                           | 15                          | ▲ 2                         |
| 11                          | Оливер Марах                | 4050                        | 30                          | 13                          | 8                           | 16                          | ▲ 2                         |
| 12                          | Мариуш Фирстенберг          | 3850                        | 29                          | 18                          | 10T                         | 20                          | ▲ 6                         |
| 12                          | Марцин Матковски            | 3850                        | 29                          | 17                          | 10T                         | 19                          | ▲ 5                         |
| 14                          | Уэсли Муди                  | 3500                        | 27                          | 10                          | 9                           | 25                          | ▼ 4                         |
| 15                          | Марк Лопес                  | 3385                        | 24                          | 62                          | 14                          | 88                          | ▲ 47                        |
| 16                          | Рохан Бопанна               | 3370                        | 30                          | 83                          | 13                          | 88                          | ▲ 67                        |
| 17                          | Дик Норман                  | 3350                        | 31                          | 15                          | 10                          | 24                          | ▼ 2                         |
| 18                          | Айсам-уль-Хак Куреши        | 3268                        | 29                          | 59                          | 16                          | 65                          | ▲ 41                        |
| 19                          | Хория Текэу                 | 3250                        | 32                          | 46                          | 15                          | 46                          | ▲ 27                        |
| 20                          | Филипп Пецшнер              | 3200                        | 19                          | 55                          | 19                          | 63                          | ▲ 35                        |

T — имеет равные показатели в рейтинге с другим теннисистом.

#### Команды
| 1  | Боб Брайан Майк Брайан              | 11680 | 23 | 1    | ▬ =     |
| 2  | Даниэль Нестор Ненад Зимонич        | 9580  | 25 | 2    | ▬ =     |
| 3  | Махеш Бхупати Максим Мирный         | 5070  | 20 | —    | ▲ Дебют |
| 4  | Мариуш Фирстенберг Марцин Матковски | 4120  | 29 | 8    | ▲ 4     |
| 5  | Лукаш Длоуги Леандер Паес           | 4015  | 19 | 4    | ▼ 1     |
| 6  | Лукаш Кубот Оливер Марах            | 3935  | 24 | 7    | ▲ 1     |
| 7  | Уэсли Муди Дик Норман               | 3575  | 21 | 9    | ▲ 2     |
| 8  | Рохан Бопанна Айсам-уль-Хак Куреши  | 3265  | 23 | 232T | ▲ 224   |
| 9  | Франтишек Чермак Михал Мертиняк     | 2980  | 27 | 6    | ▼ 3     |
| 10 | Юрген Мельцер Филипп Пецшнер        | 2945  | 13 | —    | ▲ Дебют |

T — имеют равные показатели в рейтинге с другой парой.

## Лидеры тура по призовым
На 29 ноября 2010
| #   | Теннисист         | Общие призовые |
| --- | ----------------- | -------------- |
| 1.  | Рафаэль Надаль    | $8,571,998     |
| 2.  | Роджер Федерер    | $6,698,289     |
| 3.  | Новак Джокович    | $3,778,857     |
| 4.  | Энди Маррей       | $3,546,805     |
| 5.  | Робин Сёдерлинг   | $3,331,527     |
| 6.  | Давид Феррер      | $2,318,353     |
| 7.  | Томаш Бердых      | $2,249,122     |
| 8.  | Энди Роддик       | $1,917,612     |
| 9.  | Юрген Мельцер     | $1,887,084     |
| 10. | Фернандо Вердаско | $1,771,365     |